# WTA Detroit

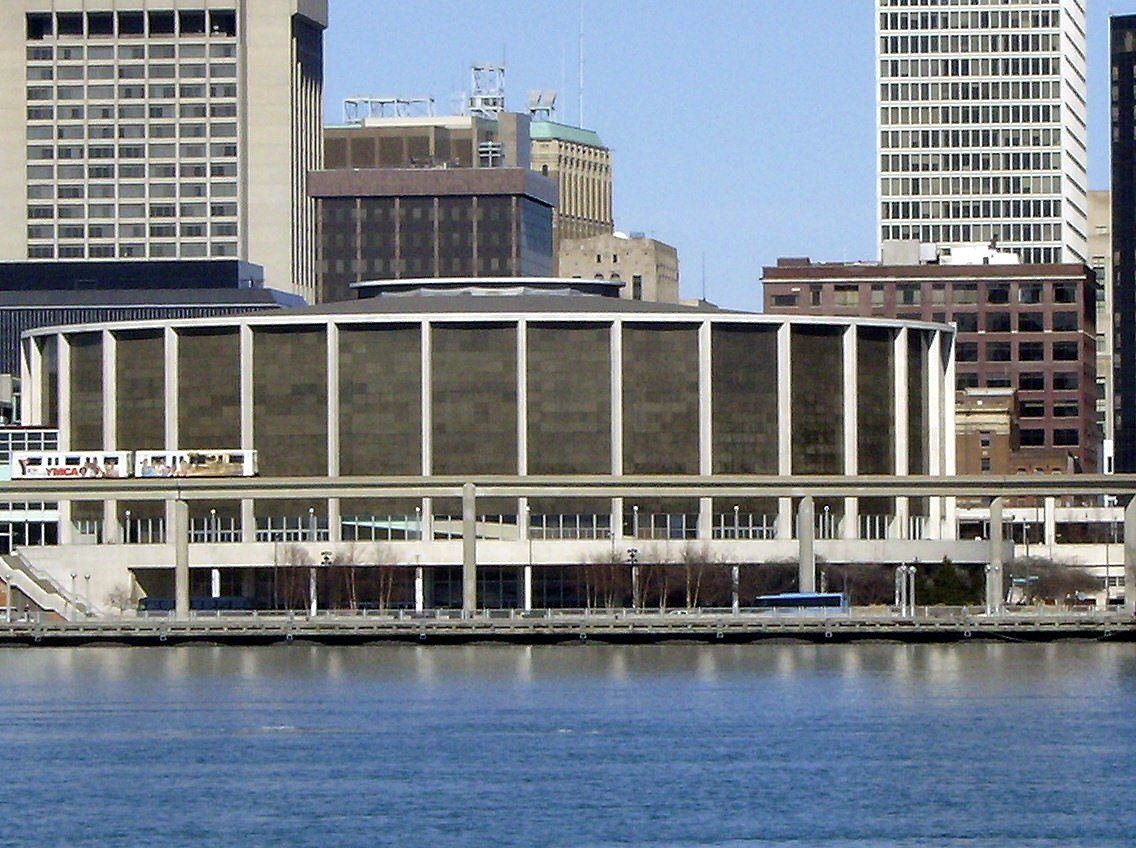
Cobo Arena (2007)

Das WTA Detroit (offiziell: Virginia Slims of Detroit) ist ein ehemaliges Damen-Tennisturnier der WTA Tour, das in der Stadt Detroit, Vereinigte Staaten, ausgetragen wurde.
Spielort war unter anderem auch die Cobo Arena.

## Siegerliste

### Einzel
| Jahr | Siegerin            | Finalgegnerin    | Ergebnis      |
| ---- | ------------------- | ---------------- | ------------- |
| 1973 | Margaret Court      | Kerry Melville   | 7:6, 6:3      |
| 1974 | Billie Jean King    | Rosie Casals     | 6:1, 6:1      |
| 1975 | Evonne Goolagong    | Margaret Court   | 6:3, 3:6, 6:3 |
| 1976 | Chris Evert         | Rosie Casals     | 6:4, 6:2      |
| 1977 | Martina Navratilova | Sue Barker       | 6:4, 6:4      |
| 1978 | Martina Navratilova | Dianne Balestrat | 6:3, 6:2      |
| 1979 | Wendy Turnbull      | Virginia Ruzici  | 7:5, 1:6, 7:6 |
| 1980 | Billie Jean King    | Evonne Goolagong | 6:3, 6:0      |
| 1981 | Leslie Allen        | Hana Mandlíková  | 6:4, 6:4      |
| 1982 | Andrea Jaeger       | Mima Jaušovec    | 2:6, 6:4, 6:2 |
| 1983 | Virginia Ruzici     | Kathy Jordan     | 4:6, 6:4, 6:2 |

### Doppel
| Jahr | Siegerinnen                          | Finalgegnerinnen              | Ergebnis      |
| ---- | ------------------------------------ | ----------------------------- | ------------- |
| 1973 | Rosie Casals Billie Jean King        | Karen Krantzcke Betty Stöve   | 6:3, 3:6, 6:1 |
| 1974 | Rosie Casals Billie Jean King        | Françoise Dürr Betty Stöve    | 2:6, 6:4, 7:5 |
| 1975 | Lesley Hunt Martina Navrátilová      | Françoise Dürr Betty Stöve    | 2:6, 7:5, 6:2 |
| 1976 | Mona Guerrant Ann Kiyomura           | Chris Evert Betty Stöve       | 6:3, 6:4      |
| 1977 | Martina Navratilova Betty Stöve      | Janet Newberry JoAnne Russell | 6:3, 6:4      |
| 1978 | Billie Jean King Martina Navratilova | Kerry Reid Wendy Turnbull     | 6:3, 6:4      |
| 1979 | Betty Stöve Wendy Turnbull           | Sue Barker Ann Kiyomura       | 6:4, 7:6      |
| 1980 | Billie Jean King Ilana Kloss         | Kathy Jordan Anne Smith       | 3:6, 6:3, 6:2 |
| 1981 | Rosie Casals Wendy Turnbull          | Hana Mandlíková Betty Stöve   | 6:4, 6:2      |
| 1982 | Leslie Allen Mima Jaušovec           | Rosie Casals Wendy Turnbull   | 6:4, 6:0      |
| 1983 | Kathy Jordan Barbara Potter          | Rosie Casals Wendy Turnbull   | 6:4, 6:1      |